# Carl von Linné (Sohn)

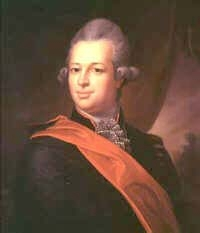
Carl von Linné (Sohn); porträtiert von Jonas Forslund

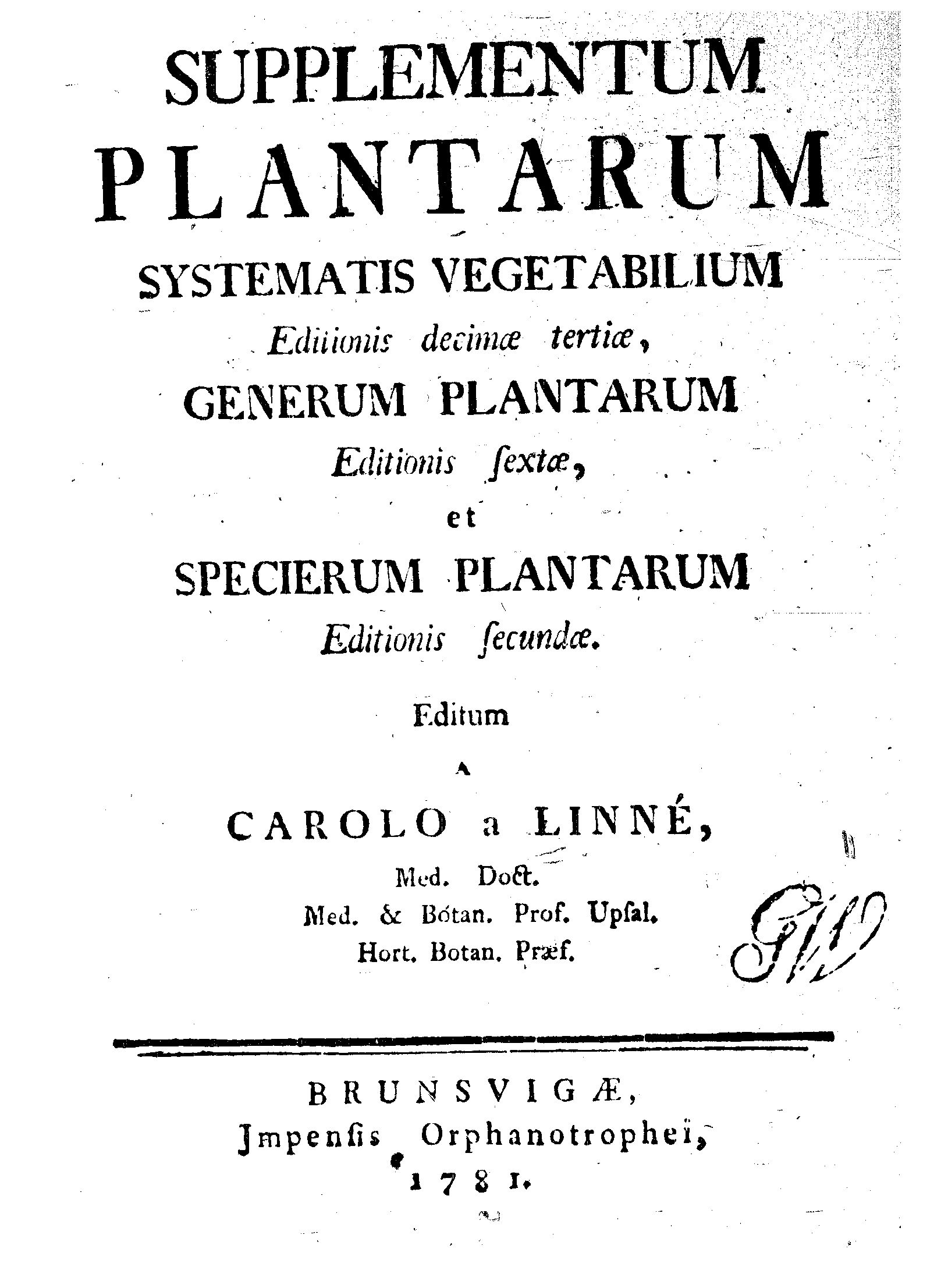
Titelblatt von Supplementum Plantarum

Carl von Linné, auch Carl von Linné der Jüngere und gebürtig Carl Linnæus der Jüngere (* 20. Januar 1741 in Falun; † 1. November 1783 in Uppsala), war ein schwedischer Botaniker. Sein offizielles botanisches Autorenkürzel lautet „L.f.“  (für Linné filius).

## Leben und Wirken
Carl von Linné war der Sohn des gleichnamigen Naturwissenschaftlers Carl von Linné. Er wurde im Haus des Vaters von Linnés Frau Sara Elisabeth Morea in Falun geboren. Seine Zukunft war frühzeitig entschieden, denn er sollte wie sein Vater Naturforscher werden. Mit seiner Ausbildung wurden Privatlehrer beauftragt, darunter Pehr Löfling, Daniel Rolander, Daniel Solander und Johan Peter Falck. Bereits mit zehn Jahren soll er die meisten Pflanzen im Alten Botanischen Garten Uppsala gekannt haben.
Durch den Einfluss seines Vaters wurde 1759 extra für ihn die neue Stelle eines Demonstrators am Botanischen Garten von Uppsala geschaffen. Die seltensten und bemerkenswertesten Pflanzen dieses Universitätsgartens beschrieb er in seinem ersten Werk Plantarum Rariorum Horti Upsaliensis, dessen erster Teil 1762 erschien.
Am 19. März 1763 wurde er außerordentlicher Professor für Botanik an der Universität Uppsala. Er erhielt dabei gleichzeitig die bemerkenswerte Zusicherung, dass er nach dem Tod seines Vaters dessen Stelle erhalten würde. Erst 1765 erhielt er unter dem Vorsitz von Samuel Aurivillius (1721–1767) seinen Doktorgrad und begann anschließend, eigene Vorlesungen zu halten. Im Oktober 1777, drei Monate vor dem Tod seines Vaters, wurde er schließlich ordentlicher Professor für Botanik.
Nach dem Tod seines Vaters beendete Linné dessen Manuskript Supplementum Plantarum Systematis Vegetabilium, in dem 93 neue Gattungen und insgesamt 1303 Arten beschrieben werden. Einige der neuen Gattungen benannte er nach seinen schwedischen Landsleuten, darunter beispielsweise Christopher Tärnström, Lars Jonasson Montin (1723–1785), Anders Jahan Retzius, Carl Gustaf Ekeberg (1716–1784), Anders Sparrman und Carl Peter Thunberg. Das Werk konnte erst im April 1782 erscheinen.
Es war Linnés dringlicher Wunsch, zu reisen, um neue Pflanzen kennenzulernen und eine neue Auflage von Systema Naturae herauszugeben. Mit der finanziellen Unterstützung von Baron Alströmer konnte er sich diesen Wunsch schließlich erfüllen.
Im Frühjahr 1781 schiffte er sich nach England ein und erreichte im Laufe des Monats Mai London. Er wohnte im Haus von Joseph Banks. Er begutachtete dessen umfangreiche Sammlung und interessierte sich dabei vor allem für die Pflanzen aus der Südsee. Von hier aus besuchte er auch die Gärten in Kew, Chelsea und den des Marquess von Rockingham in Wimbledon. Im Mai 1782 wurde er Zeuge des Todes von Daniel Solander, der ebenfalls im Haus von Joseph Banks wohnte.
Ende August 1782 reiste Linné nach Frankreich weiter. Auf seinem Weg nach Paris wurde er von Pierre Marie Auguste Broussonet begleitet, den er in London kennengelernt hatte. In Paris traf er zahlreiche Persönlichkeiten, so unter anderen Mathurin-Jacques Brisson, René Louiche Desfontaines und Charles Louis L’Héritier de Brutelle. König Ludwig XVI. empfing ihn und schenkte ihm drei große Foliobände mit 500 Kupferstichen.
In Holland besuchte er Hartekamp und gelangte über Den Haag schließlich nach Leiden, wo er David van Royen besuchte. In Amsterdam traf er Nicolaas Laurens Burman wieder, der in Uppsala studiert hatte und ihn mit Maarten Houttuyn bekannt machte.
Sein weiterer Weg führte ihn durch Deutschland. Er gelangte über Westfalen und Niedersachsen nach Hamburg, wo er 18 Tage lang Gast bei Paul Dietrich Giseke war. In Kiel traf er Johann Christian Fabricius wieder, dem er schon in London begegnet war, und nutzte dessen umfangreiche Insektensammlung.
Im Februar 1783 gelangte er über Kopenhagen und Göteborg wieder nach Uppsala. Die Ergebnisse seiner Studien konnte er nicht mehr verwerten. Carl von Linné der Jüngere starb wenige Monate später an einer Krankheit.

## Schriften (Auswahl)
- Decas prima [et secunda] plantarum rariorum Horti Upsaliensis sistens descriptiones & figuras plantarum minus cognitarum. Stockholm 1762–1763 (Teil 1, Teil 2).
- Supplementum plantarum Systematis vegetabilium editionis decimae tertiae, Generum plantarum editionis sextae, et Specierum plantarum editionis secunda. Braunschweig 1782 (online).

## Nachweise
- Dietrich Heinrich Stöver: The Life of Sir Charles Linnaeus. London, 1794.
- Lisbet Koerner: Linnaeus: Nature and Nation. 1999. ISBN 0-674-00565-1.
- Eintrag im Nordisk familjebok.